# Chocholačka

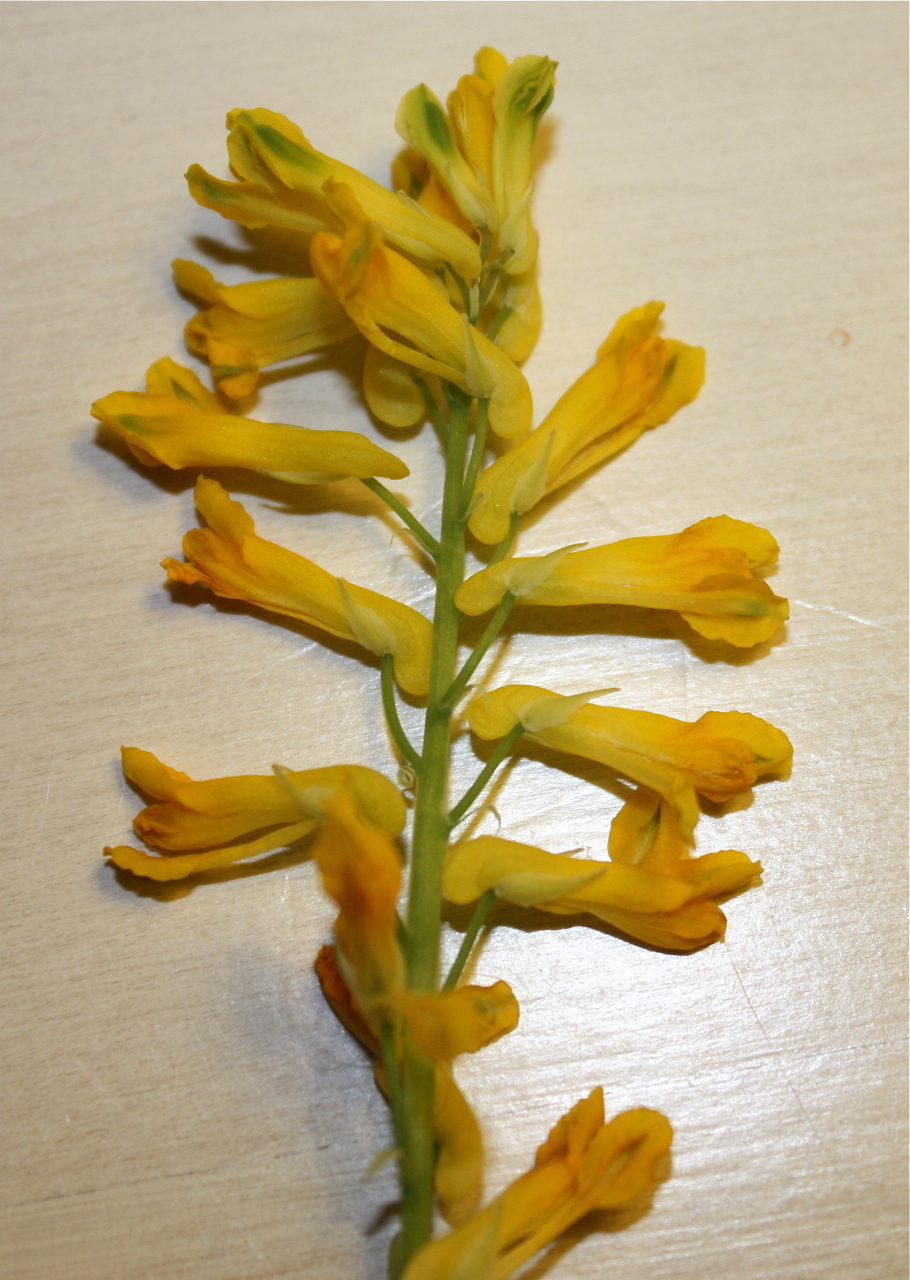
Květenství chocholačky

Chocholačka (Pseudofumaria) je rod vytrvalých, trsnatých rostlin z čeledi makovitých, který vznikl vydělením z rodu dymnivka. Rod obsahuje pouze dva druhy, které jsou původní v jihoevropské květeně. Oba druhy se vyskytují i v české přírodě, kde jsou považované za naturalizované neofyty.

## Ekologie
Chocholačky potřebují půdu propustnou a nejlépe zásaditou. Pokud mají dostatek vláhy snesou i plné slunce, jinak jim postačí polostín. Ve volné přírodě vyrůstají v puklinách skal a různých kamenných i cihlových zídek, podél plotů, cest a chodníků, všeobecně jim vyhovují místa dotčená lidskou činností.
Bývají jako okrasné rostliny vysazované do zahrad kde zplaňují a semeny nebo úlomky oddenků se šíři do volné přírody. Poměrně lehce zakoření a na nových stanovištích se snadno rozrůstají. Jsou zimovzdorné a své přezimující pupeny mají tyto hemikryptofyty skryty pod úrovní terénu. První jedinci rodu byli v české přírodě pozorováni ke konci 19. století a v současnosti má šíření jejích populací velkou dynamiku.

## Popis
Byliny rodu jsou trsnaté trvalky vyrůstající z článkovaného, plazivého, neztlustlého oddenku. Jejich přímé, větvené, lysé lodyhy bývají vysoké nejvýše 40 cm a porůstají jen asi třemi řapíkatými, dvakrát až třikrát zpeřenými listy s obvejčitými lístky.
Z paždí listů vyrůstají na dlouhých vzpřímených stopkách konečné hrozny oboupohlavných květů na stopkách. Květenství jsou za kvetení hustě stěsnaná, po odkvětu se vřetena hroznů prodlužují. Květy jsou žluté nebo bílé se žlutým vrcholem, jejich okvětí vyrůstá ve třech kruzích. Drobné kališní lístky jsou dva a brzy opadávají. Čtyři korunní lístky rostou ve dvou kruzích. Dva vnitřní (po bocích) jsou stejnotvaré a špičkami srostlé. Dva venkovní (horní a spodní) jsou různě velké a vpředu jsou rozšířené do pysku, horní z nich je větší a má vakovitou ostruhu. Šest dvoubratrých tyčinek je nitkami srostlých do dvou svazečků, střední z nich nesou dva pylové váčky a krajní jen jeden. Svrchní semeník s jedním pouzdrem obsahuje několik vajíček a má jednu čnělku s laločnatou bliznou. Květy jsou opylovány hmyzem slétajícím se za nektarem prýštícím ze žlázek u báze tyčinek.
Plod je jednopouzdrá, elipsoidní, asi 1 cm dlouhá tobolka otvírající se dvěma chlopněmi. Obsahuje černá, kulovitá semena s elaiozómem.

## Význam
Rostliny rodu chocholačka jsou pro své květy i zajímavě tvarované listy vysazované jako okrasné květiny do zahrad. Jsou na půdu i starostlivost nenáročné a spolehlivě přezimují. Občas zplaňují a za pomoci semen se dostávají do volné přírody. Např. chocholačka žlutá je tak odolný a vitální druh, že se časem může se stát i plevelem.

## Taxonomie
Rod je tvořen těmito druhy:
- Chocholačka bílá (Pseudofumaria alba (Mill.) Lidén)
- Chocholačka žlutá (Pseudofumaria lutea (L.) Borkh.).[7]